# Animals United
Animals United (originele titel: Konferenz der Tiere) is een Duitse computeranimatiefilm uit 2010 onder regie van Reinhard Klooss en Holger Tappe. De film is gebaseerd het boek Die Konferenz der Tiere van Erich Kästner. In Nederland is de film voornamelijk bekend met de Engelse titel.

## Verhaal
In de Afrikaanse savanne wachten de dieren al heel lang op nieuw stromend water die uit de kloof moet komen. Het water raakt op en het beetje water wat nog over is wordt verdedigd door een aantal buffels en neushoorns. Een stokstaartje Billy en een leeuw Socrates zijn het wachten zat en gaan op onderzoek uit. De zoektocht leidt naar een dam die al het water tegenhoudt. De mensheid hebben het water voor hun eigen toegeëigend voor een vakantieresort en houden geen rekening met de dieren. De dieren gaan als eenheid er alles aan doen om alles weer te kunnen herstellen omdat ze vinden dat ze daar recht op hebben.

## Stemverdeling
| Personage | Duitse stem            | Nederlandse stem |
| --------- | ---------------------- | ---------------- |
| Billy     | Ralf Schmitz           | Marc Nochem      |
| Socrates  | Thomas Fritsch         | Peter Bolhuis    |
| Charles   | Christoph Maria Herbst | Dick Cohen       |
| Toby      | Tobias Müller          | Paul Disbergen   |
| Junior    | Dirk Petrick           | Jesse Pardon     |
| Gisela    | Bianca Krahl           | Hetty Heyting    |
| Winifred  | Margot Rothweiler      | Nelly Frijda     |